# リン・アンダーソン
リン・アンダーソン (Lynn Anderson) と通称される、リン・リーン・アンダーソン（Lynn Rene Anderson、1947年9月26日 - 2015年7月30日）は、世界的な大ヒットとなった「ローズ・ガーデン ((I Never Promised You a) Rose Garden)」など、1970年代から1980年代に一連のヒット曲を出し、多数の受賞歴をもつアメリカ合衆国のカントリー音楽歌手。全国中継のテレビ番組にレギュラーとして出演していたことにもあって、アンダーソンは1970年代において最も成功した女性カントリー歌手のひとりとなっていた。アンダーソンは、アカデミー・オブ・カントリーミュージック (ACM) のアカデミー・オブ・カントリーミュージック賞 (Academy of Country Music Awards) において「最優秀女性ボーカル賞 (Top Female Vocalist)」を2度受賞し、カントリーミュージック協会 (CMA) のカントリーミュージック協会賞でも「女性ボーカリスト賞 (Female Vocalist of the Year)」を受賞、さらにグラミー賞もひとつ獲得しており、チャート首位となった曲は11曲、トップ10入りは18曲、トップ40入りは50曲以上あった。アンダーソンは、1974年に、女性カントリー歌手として初めてアメリカン・ミュージック・アワードを受賞し、またこの年には、同様に女性カントリー歌手として初めてマディソン・スクエア・ガーデンでヘッドライナーとして公演を行い、チケットを完売した。『レコード・ワールド (Record World』誌と『ビルボード』誌は、いずれも、アンダーソンを1970年代の「アーティスト・オブ・ディケイド (Artist of the Decade)」に選出した。
アンダーソンは1966年に19歳でデビューし、デビュー・アルバム『Ride, Ride, Ride』が、最初の大ヒットとなった。1960年代にカントリー音楽チャートにおいて一連のヒット・シングルを放った後、1970年にコロムビア・レコードと契約を結んだ。コロムビアでは、彼女にとって最も成功した一連のヒット曲が制作された。「ローズ・ガーデン ((I Never Promised You a) Rose Garden)」は、カントリー音楽の曲の中でも、ジャンルや時代を超えて最も売れた楽曲のひとつとなっている。この曲は、カントリー音楽チャートにおける大ヒット曲となったばかりでなく、ポップ・チャートである Billboard Hot 100 においても3位まで上昇した。カントリー・ミュージック・テレビジョン (CMT) は、「カントリー音楽の歴史における最も偉大な100曲 (100 Greatest Songs in Country Music History)」において、「ローズ・ガーデン」を83位とした。

## 生い立ち
アンダーソンは、ノースダコタ州グランドフォークスに生まれ、カリフォルニア州フェアオークス (Fair Oaks, California) で育った。彼女は、いずれもカントリー音楽のソングライターであった父ケイシー・アンダーソン (Casey Anderson) と母リズ・アンダーソン (Liz Anderson) の間の娘であった。リンの祖父はノルウェーのアレマルク (Aremark) 生まれであった。
彼女は幼い6歳の頃から歌うことに興味を持っていたが、彼女がまず才能を発揮して成功を収めたのは地元カリフォルニア州内外の馬術競技会においてであり、この分野で700以上の栄誉を得、1966年には「カリフォルニア・ホース・ショーの女王 (California Horse Show Queen)」となった。十代の頃には、地元のテレビ番組『Country Caravan』に定期的に出演するようになった。
1965年、彼女が、当時カリフォルニア州サクラメントにあったトップ40フォーマットのラジオ局KROYで秘書として働いていたとき、母リズ・アンダーソンが書いた作品である「All My Friends Are Gonna Be Strangers」が、マール・ ハガード (Merle Haggard) によって吹き込まれ、カントリー音楽チャートで10位に入るヒット曲となった。これを受けて、母にRCAビクターとカントリー音楽歌手として契約を結ぼうかという話が持ち上がった。母に同行してテネシー州ナッシュビルへおもむいたアンダーソンは、ホテルの部屋で非公式に催された集まりに参加して、カントリー界のスターであったマール・ ハガードやフレディ・ハート (Freddie Hart) らと一緒に歌ったりしていた。この集まりには、地元のレコードレーベル「チャート・レコード」の社主スリム・ウィリアムソン (Slim Williamson) も顔を出していた。ウィリアムソンは、リン・アンダーソンの才能を見抜き、自分のレーベルで吹き込みをするよう彼女に勧めた。1966年から、アンダーソンはチャート・レコードでレコーディングを始めた。

## 音楽業界における経歴

### カントリー音楽における成功：1966年 - 1969年
1966年、リン・アンダーソンは、ジェリー・レイン (Jerry Lane) とのデュエットによるデビュー・シングル「For Better or for Worse」をリリースしたが、チャートには入らなかった。初めてチャート入りしたシングルは、チャート・レコードからの3枚目のシングル「Ride, Ride, Ride」で、この曲はカントリー・トップ40入りを果たした。最初の大ヒットとなったのは、翌1967年に出したシングル「If I Kiss You (Will You Go Away)」で、この曲は『ビルボード』誌のカントリー音楽チャートで5位まで上昇した。これに続いて、「Promises, Promises」がトップ5入りを果たし、この曲を収めた同名のアルバム『Promises, Promises』からは、「No Another Time」も1968年にトップ10入りをした。続いて、同じころカントリー歌手として2曲のトップ10入りヒット曲（1966年の「Mama Spank」と、ボビー・ベア (Bobby Bare) とノーマ・ジーン (Norma Jean) とのトリオによる1967年の「The Game of Triangles」）を出していた母リズ・アンダーソンとのデュエットで、「Mother May I」をリリースし、トップ25入りを果たした。
1967年、リン・アンダーソンは、テレビ番組『The Lawrence Welk Show』のレギュラー出演者となり、ローレンス・ウェルク (Lawrence Welk) が率いる興行ザ・ウェルク・ロード・ショー (the Welk Road Show) の巡業に加わった。この巡業の経験は、後にアンダーソンにとって大きな利益をもたらした。ウェルクの興行は広い聴衆にアピールするものであり、アンダーソンはポップ・チャートでも成功を収める足がかりを得た。1969年には、彼女の人気はいよいよ高まり、ウェルクの番組でもレギュラー出演をやめ、ときどきゲストとして登場するようになった。1968年、アンダーソンは、ソングライターで音楽プロデューサーのグレン・サットン (Glenn Sutton) と結婚した。サットンは、後にコロムビア・レコード所属となってからの彼女のために、数多くのレコードをプロデュースし、曲も提供することになる、ふたりの結婚は9年間続いた。アンダーソンは、チャート・レコードにおける最大のヒット・シングル「That's a No No」を放ち、この曲は1969年に『ビルボード』誌のカントリー音楽チャートで2位まで上昇した。その直後に、彼女はレーベルから離脱し、1970年にコロムビア・レコードと契約した。その後もチャート・レコードは、アンダーソンが吹き込んでいたシングルのリリースを1971年末まで続け、その中にはトップ20入りした「He'd Still Love Me」、「I've Been Everywhere」、「Rocky Top」、「It Wasn't God Who Made Honky Tonk Angels」、「I'm Alright」が含まれていた。

### ポップへの越境：1970年 - 1980年
1970年にコロムビア・レコードと契約した後、アンダーソンは、ジョー・サウス (Joe South) が書いた「ローズ・ガーデン」をリリースし、1970年から1971年はじめにかけて、ジャンルの境界を越える大ヒットとなった。この曲は、当時の夫であったグレン・サットンがプロデュースしていた。アンダーソンがこの曲を吹き込むことに、サットンは当初懐疑的で、アンダーソンはサットンを説得してレコーディングに漕ぎ着けた。サットンは、「大きなダイヤモンドの指輪みたいなものだって君にあげると約束できたんだ (I could promise you things like big diamond rings)」といった歌詞は、男性が歌うべきだと考えていた。アンダーソンのシングルとしてこの曲を出す決断は、コロムビアの役員であったクライヴ・デイヴィス (Clive Davis) であった。
「ローズ・ガーデン」は『ビルボード』誌のカントリー音楽チャートで首位に立ち、ポップ・チャートである Billboard Hot 100 でも3位まで上昇して、国際的な成功を収めるに至った。イギリスではチャートの3位、ドイツでは4週にわたって首位となった。1971年には、アルバム『Rose Garden』がリリースされて大成功を収め、アメリカレコード協会 (RIAA) からプラチナ・アルバムに認定された。アンダーソンは、アカデミー・オブ・カントリーミュージック (ACM) の「最優秀女性ボーカル賞 (Top Female Vocalist)」と、カントリーミュージック協会 (CMA) の「女性ボーカリスト賞 (Female Vocalist of the Year)」を、それぞれ1970年と1971年に受賞した。さらに、グラミー賞もひとつ獲得した。
1971年には、「You're My Man」と「How Can I Unlove You」の2曲が『ビルボード』誌のカントリー音楽チャートで首位に立ち、いずれもポップ・チャートでも63位に達した。1972年には、50年代のポップ・ヒットをカバーした「Cry」に始まり、続いて「Listen to a Country Song」、「Fool Me」と、3曲が『ビルボード』誌のカントリー音楽チャートでトップ5に入った。これらの曲はアルバム『Listen to a Country Song』に収録された。「Cry」は『ビルボード』誌のカントリー音楽チャートで3位、となり、アダルト・コンテンポラリー・チャート16位に達した。1973年、「Keep Me in Mind」が彼女にとっての4曲目のカントリー音楽チャート首位曲となり、同名のアルバムもリリースされた。次いで、同年2枚目のアルバムとして『Top of the World』が発表されて、そのタイトル曲「Top of the World」がカントリー音楽チャート2位に達するヒットとなった。同年には、この曲のカーペンターズによるバージョンも、ポップ・チャートの首位となるヒットとなっている。このアルバムからの2枚目のシングルとなった「Sing About Love」もカントリー音楽チャートの3位まで上昇した。1974年、「What a Man My Man Is」がアンダーソンにとって5曲目のカントリー音楽チャート首位曲となった。同年に、アンダーソンはアメリカン・ミュージック・アワードの「好きな女性カントリー・アーティスト (Favorite Female Country Artist)」賞も受賞した。
1970年代を通して、アンダーソンは様々なテレビの特別番組や、トーク番組、バラエティ番組などにゲスト出演した。アンダーソンは、ジャンルを超えたアピールをもち、普通ならカントリー音楽のアーティストがめったに出演しないような番組にも、しばしば登場した。当時、人気絶頂だった『刑事スタスキー&ハッチ (Starsky & Hutch)』に、ゲスト・スターとして出演することもあった。『The Tonight Show』には数回、ボブ・ホープの特別番組には3回出演した。ディーン・マーティンのテレビ特別番組には、何度もゲストとして出演した。1977年には、自身の冠番組ももち、ゲスト・スターとしてティナ・ターナーが登場した。
アンダーソンの成功は、1970年代の終わりに向けて徐々に縮小していった。その後も1970年代のうちには、毎年カントリー音楽チャートに顔を出し続けていた。1975年のアルバム『I've Never Loved Anyone More』からは、「He Turns it into Love Again」と、タイトル曲「I've Never Loved Anyone More」の2曲がトップ20に入った。1976年のアルバム『All the King's Horses』からのタイトル曲「All the King's Horses」もトップ20に入った。1977年には、「Wrap Your Love All Around Your Man」が、テレビ番組『刑事スタスキー&ハッチ』で取り上げられたことにも助けられて、ヒットとなった。1979年には、アルバム『Outlaw is Just a State of Mind』からの「Isn't It Always Love」が、1974年以来久々のトップ10入りを果たした。このアルバムからは、トップ20入りした「I Love How You Love Me」、トップ40入りした「Sea of Heartbreak」もシングル化された。1980年、アンダーソンは、コロムビアでの最後のアルバムとして、2曲のトップ30ヒット曲を含む『Even Cowgirls Get the Blues』をリリースした。コロムビアから離れた後、アンダーソンは3年間にわたって吹き込みを行なわなかった。

### 商業的復活：1983年 - 1989年
3年間、レコーディングから離れていたアンダーソンは、1983年にパーミアン・レコード (Permian Records) と契約し、ゲイリー・モリス (Gary Morris) とのデュエット曲「You're Welcome to Tonight」をトップ10に送り込んだ。アンダーソンは、パーミアンで、1980年以来のアルバム『Back』を吹き込んだ。このアルバムからの最初のシングル「You Can't Lose What You Never Had」はトップ40に及ばなかったが、2枚目の「What I've Learned from Loving You」はトップ20入りのヒットとなった。アンダーソンは、1984年にパーミアンを離れた。1986年、アンダーソンはエド・ブルース (Ed Bruce) とのデュエット曲で、アルバム『Night Things』にも収められた「Fools for Each Other」を吹き込んだ。このシングルは、もう一歩というところでトップ40入りを逃した。
同年、アンダーソンは、MCAレコードのためにシングル盤を1枚だけ吹き込んだ。1986年にはマーキュリー・レコードと契約して、アルバム『What She Does Best』を制作し、1980年代後半には、5枚のシングルが『ビルボード』誌のカントリー音楽チャートでマイナー・ヒットとなった。MCAでは、トップ40入りのヒット・シングルが2枚生まれた。そのひとつは「Read Between the Lines」であり、もう1枚はザ・ドリフターズをカバーした「Under the Boardwalk」で、こちらは1988年にトップ25に入った。1989年、アンダーソンはチャート入りした最後のシングルとなった「How Many Hearts」をリリースし、この曲は69位が最高位であった。

### その後の音楽活動：1990年以降
1990年、アンダーソンは、BBCスコットランド (BBC Scotland) のテレビ・ドラマ『The Wreck on the Highway』に、歌手ベッツィー・ホール (Betsy Hall) 役で出演した。この作品中で彼女が歌った「Dream On」は、BBCのカントリー音楽コレクションのひとつとして、マイナー・ヒットとなった。1992年、アンダーソンは新しいスタジオ・アルバム『Cowboy's Sweetheart』をレイズライト・レコード (Laselight Records) からリリースした。このアルバムには、エミルー・ハリスとマーティ・スチュアート (Marty Stuart) がゲストとして参加した。この頃、アメリカ・バラ協会 (the American Rose Society) が、「リン・アンダーソン」と名付けられたハイブリッド・ティーのバラを作った。その後の1990年代の間、アンダーソンはスタジオ・アルバムを吹き込まず、公演旅行と演奏、また音楽以外のプロジェクトに集中するようになった。1999年、アンダーソンは、北米カントリー音楽連盟 (the North American Country Music Association) の国際殿堂入りを果たした。
2000年、テネシー州知事のドン・サンドクィスト (Don Sundquist) は、州内全域において6月15日を「リン・アンダーソンの日 (Lynn Anderson Day)」とした。アンダーソンは、障碍をもつ人々を支援するTNNの特別番組『American Country Cowboys』を制作した。この年には、ライブ・アルバム『Live at Billy Bob's Texas』が録音された。2002年、CMTの特別番組『40 Greatest Women of Country Music』において、アンダーソンは29位にランクされた。2004年には、12年ぶりのスタジオ・アルバム『The Bluegrass Sessions』が、アンダーソンの1960年代から1970年代にかけてのおもなヒット曲を、ブルーグラス様式で再録音する形で制作された。このアルバムは、2005年のグラミー賞において、最優秀ブルーグラス・アルバム (Best Bluegrass Album) 部門に、リッキー・スキャッグス (Ricky Skaggs) のアルバム『Brand New Strings』や、ラルフ・スタンリー2世 (Ralph Stanley II) の『Carrying on』、多数のアーティストが参加したアルバムなどと並んでノミネートされた。2005年、アンダーソンは『グランド・オール・オプリ』に出演し、カントリー歌手マルティナ・マクブライド (Martina McBride) と「ローズ・ガーデン」をデュエットした。
2007年6月、アンダーソンはナッシュビルで開催された、CMAの音楽祭で演奏した。彼女は、アーロン・ティッピン (Aaron Tippin) やジェイソン・マイケル・キャロル (Jason Michael Carroll) らとともに、リヴァーバンク公園エリアで屋外コンサートを行なった。この音楽祭で、アンダーソンは、ソングライターで、当時交際中だったメンター・ウィリアムス (Mentor Williams) と、ウィリアムスの作品で、最初はドビー・グレイ (Dobie Gray)、後にアンクル・クラッカーが歌ってヒットさせた「Drift Away」を、デュエットした。
2009年4月、パームスプリングのステージコーチ・フェスティバル (Stagecoach Festival) に参加したが、このフェスティバルではチャーリー・ダニエルズ、ケビン・コスナー、リーバ・マッキンタイアらのコンサートが行なわれた。2010年から2011年にかけて、メトロポール交響楽団 (the Metropole Symphony Orchestra) をバックに従えたコンサートを行なった。リン・アンダーソンのコンサートは、今も人気が高く、カジノやアート・センター、劇場などで、定期的に彼女を主演者とする興行が打たれている。

## 騎手としての経歴
音楽の世界とは別に、アンダーソンは1960年代以来、馬術選手として競技活動を続けている。これまでに全米選手権で16回、世界選手権で8回、また有名人が参加する選手権などでも優勝を果たしている。
優勝歴には、1999年の the National Chevy Truck Cutting Horse Champion や the National Cutting Horse Association Champion、2000年の the American U.S. Open Invitational Champion などが含まれている。アンダーソンは、ニューメキシコ州の自分の牧場で、馬の育成を続けている。彼女はまた、子どもたちのための乗馬を通したセラピー・プログラムである「Special Riders of Animaland」にも協力している。
彼女の栗毛のクォーターホースである「Lady Phase」と「Skipster's Chief」は、ブライヤー・アニマル・クリエーション (Breyer Animal Creations) からプラモデルが発売された。

## 私生活
リン・アンダーソンは、グラミー賞受賞者のソングライターであるグレン・サットンと1968年から1977年まで結婚していた。ふたりの間にはこどもがひとり生まれた。1978年、アンダーソンはルイジアナ州の石油事業経営者ハロルド・"スプーク"・スティーム3世 (Harold "Spook" Stream III) と再婚し、その後、ふたりのこどもをもうけた。しかし、スティームとアンダーソンは1982年に離婚した。
2004年12月2日、アンダーソンはテキサス州デントンにおいて、飲酒運転で逮捕された。アンダーソンの車の後ろを走っていた車の運転手が、車線からはみ出しながら走行していたアンダーソンの車に気づき、警察に通報したのであった。現場での検査で酒気帯びではないことを証明できなかったアンダーソンは、逮捕された。その後、彼女は保釈金を支払って釈放された。
2006年5月3日、アンダーソンはニューメキシコ州エスパニョーラ (Española) 近郊で、小さな交通事故を起こした後、再び飲酒運転で逮捕された。警察によれば、アンダーソンは、別の車に追突する事故を起こした後、検査で酒気帯びではないことを証明できず、また呼気分析器による検査を拒んだのだという。衝突事故では、誰にも怪我はなかった。その後、彼女は保釈金を支払って釈放された。
リン・アンダーソンの曾祖父は、ノルウェーからアメリカ合衆国へ渡った移民であった。アンダーソンは、ノルウェーのテレビ番組『Tore på sporet』の企画を通して、ノルウェーの親族との対面を果たした。
晩年はテネシー州ナッシュビルに在住。
2015年7月30日、心不全のため死去。67歳没。

## 受賞・栄誉
| 年   | 賞                                                                        | 部門等                                                                                   |
| ---- | ------------------------------------------------------------------------- | ---------------------------------------------------------------------------------------- |
| 1967 | アカデミー・オブ・カントリーミュージック賞                                | 最優秀女性ボーカル賞 (Top Female Vocalist)                                               |
| 1970 | アカデミー・オブ・カントリーミュージック賞                                | 最優秀女性ボーカル賞 (Top Female Vocalist)                                               |
| 1971 | グラミー賞                                                                | 最優秀女性カントリー・ヴォーカル・パフォーマンス (Best Female Country Vocal Performance) |
| 1971 | カントリーミュージック協会賞                                              | 女性ボーカリスト賞 (Female Vocalist of the Year)                                         |
| 1974 | アメリカン・ミュージック・アワード                                        | 好きな女性カントリー・アーティスト (Favorite Female Country Artist)                      |
| 1980 | レコード・ワールド                                                        | アーティスト・オブ・ザ・ディケイド (Artist of the Decade: 1970 - 1980)                   |
| 1980 | ビルボード                                                                | アーティスト・オブ・ザ・ディケイド (Artist of the Decade: 1970 - 1980)                   |
| 1985 | スカンディナヴィア系アメリカ人の殿堂 (Scandinavian-American Hall of Fame) | 殿堂入り                                                                                 |
| 1999 | American Country Music Association Hall of Fame                           | Inductee                                                                                 |
| 2000 | テネシー州                                                                | 6月15日 - リン・アンダーソンの日 (Lynn Anderson Day)                                     |
| 2002 | CMT カントリー音楽における最も偉大な女性40人                              | 29位                                                                                     |
| 2007 | アカデミー・オブ・ウェスタン・アーティスツ (Academy of Western Artists)   | 最優秀ウェスタン楽曲                                                                     |
| 2007 | アカデミー・オブ・ウェスタン・アーティスツ (Academy of Western Artists)   | 最優秀ウェスタン・アルバム『Cowgirl』                                                    |
| 2007 | アカデミー・オブ・ウェスタン・アーティスツ (Academy of Western Artists)   | 最優秀ウェスタン・スウィング・アルバム『Cowgirl』                                        |
| 2007 | アカデミー・オブ・ウェスタン・アーティスツ (Academy of Western Artists)   | 最優秀女性ボーカル                                                                       |

## ディスコグラフィ

### アルバム
- 1967年 - Ride, Ride, Ride
- 1967年 - Promises, Promises
- 1968年 - Big Girls Don't Cry
- 1969年 - At Home With Lynn
- 1969年 - With Love From Lynn
- 1969年 - Songs That Made Country Girls Famous
- 1970年 - I'm Alright
- 1970年 - No Love At All
- 1970年 - Rose Garden
- 1970年 - Stay There 'Til I Get There
- 1970年 - Uptown Country Girl
- 1971年 - A Woman Lives For Love
- 1971年 - How Can I Unlove You
- 1971年 - With Strings
- 1971年 - You'r My Man
- 1972年 - Cry
- 1972年 - Here's Lynn Anderson
- 1972年 - Listen to a Country Song
- 1973年 - Flower of Love
- 1973年 - Keep Me In Mind
- 1973年 - Top of the World
- 1974年 - Smile For Me
- 1975年 - I've Never Loved Anyone More
- 1975年 - What a Man My Man Is
- 1976年 - All the King's Horses
- 1977年 - I Love What Love Is Doing to Me
- 1977年 - Wrap Your Love All Around Your Man
- 1978年 - From the Inside
- 1979年 - Outlaw Is Just a State of Mind
- 1980年 - Even Cowgirls Get the Blues
- 1983年 - Back
- 1987年 - Country Girl
- 1988年 - What She Does Best
- 1992年 - Cowboy's Sweetheart
- 1998年 - Latest and Greatest
- 1999年 - Home For the Holidays
- 2005年 - Cowgirl
- 2010年 - Cowgirl II